# Кохіла (селище)
Когіла (ест. Kohila) — містечко на півночі Естонії.

## Географія
Селище міського типу на півночі повіту Рапламаа на березі річки Кейла центр валду Когіла. Кількість мешканців — 3550 осіб (3.09.2008).
По Вільяндіському шосе від Рапла до Кохіла 20 км, а від Таллінна — 28 км. Через селище проходить залізниця з напрямком Таллінн — Рапла — Вільянді/Пярну.
Більшість крамниць у селищі розташовані вздовж вулиці Вабадузе. У селищі багато парків, є гімназія, спортивний комплекс і сучасний стадіон. У Кохілі збереглися будинок управителя, робітничого дому, стайні і водяний млин, у якій зараз знаходиться бар «Veski baar». На краю селища знаходиться діюча кам'яна православна церква (діє з 1901 року).